# 3736-os busz
A 3736-os jelzésű autóbuszvonal Miskolc, Alsózsolca és Ónod között húzódó regionális vonal, amelyet a Volánbusz Zrt. üzemeltet

## Útvonala
A miskolci autóbusz-állomásról indul. A 3-as főúton indul el Szikszó irányába a Zsolcai kapun keresztül, a Gömöri felüljárón, a miskolci Volán-telep, illetve a város tömegközlekedését lebonyolító Miskolc Városi Közlekedési Zrt. (MVK) járműtelepjének szomszédságában közlekedik, eközben a Sajó folyót keresztezi, illetve több bevásárlóközpont mellett vezet útja. Az M30-as autópálya alatt átmegy, majd elhagyja a megyeszékhelyet.
Az első település a miskolci agglomerációban jelentős szerepet játszó Felsőzsolca, olyannyira, hogy helyi buszjárat (7-es busz) köti össze azt a belvárossal. A Sajó partján fekvő mellékúton járja be azt, majd a vele összenőtt Alsózsolcát érinti, előtte vasúti felüljárón át. A 3736-os járatok létrehozása leginkább lakossági panaszokra kínál megoldást oly módon, hogy az összes indítása Alsózsolcának a keleti szegletében élőket szedi össze és viszi a nagyvárosba, vagy épp hozza onnan, ezzel feláldozva a központban élőket. innen több egykori bányató mentén Sajóládra hajt be. A kiemelkedően jó tömegközlekedéssel rendelkező településről temetője felé távolodik el, az egykoron vele egyesített Sajópetrit is útvonalára fűzi. Onnan Ónodra siet, a legtávolabbi végállomásra, a buszok az egykori buszforduló közelében levő vásártér megálló helyett a központi buszváróban fejezik be útjuk.
Ellentétes irányban csak Alsózsolcáról van indítás.

## Közlekedése
Indításai legfőképp iskolai napokon történnek, viszont akkor is csak az Alsózsolca keleti részében való tömegközlekedés kipótlásáért. A falvakat a 3735-ös autóbuszok kötik össze főként. Újkeletű eseményként a területre a 3733-as buszok néhány reggeli járata is arra közlekedik.
| Viszonylat                                  | Indításszám | Közlekedési rend     |
| ------------------------------------------- | ----------- | -------------------- |
| Miskolc, aut. áll. ➝ Sajólád, temető        | 1 oda       | tanítási napokon     |
| Miskolc, aut. áll. ➝ Ónod, aut. vt.         | 1 oda       | munkanapokon         |
| Alsózsolca, aut. ford. ➝ Miskolc, aut. áll. | 1 oda       | tanítási napokon     |
| Alsózsolca, aut. ford. ➝ Miskolc, aut. áll. | 1 oda       | munkaszüneti napokon |

## Megállóhelyei
| 0  | Miskolc, autóbusz-állomás végállomás              | 0.0 km  | 1, 1G, 3, 3A, 4, 7, 11, 12G, 20, 20A, 24, 28, 32, 34G, 35, 43, 44, 45, 101B, 900, 914, 935 1050, 1053, 1369, 1370, 1372, 1373, 1374, 1375, 1376, 1377, 1380, 1381, 1383, 1384, 1410, 1411 3700, 3701, 3702, 3703, 3704, 3705, 3706, 3707, 3708, 3709, 3710, 3711, 3712, 3714, 3715, 3716, 3717, 3718, 3719, 3720, 3721, 3722, 3723, 3724, 3726, 3727, 3728, 3729, 3730, 3731, 3733, 3734, 3735, 3737, 3738, 3739, 3740, 3741, 3742, 3743, 3744, 3745, 3746, 3747, 3748, 3749, 3750, 3751, 3752, 3753, 3754, 3755, 3757, 3760, 3761, 3764, 3765, 3766, 3767, 3770, 3772, 3773, 3774, 3775, 3776, 3777, 4019 |
| 1  | Miskolc, Baross Gábor utca                        | 1.5 km  | 7, 8 3706, 3710, 3712, 3715, 3716, 3717, 3718, 3719, 3720, 3721, 3722, 3723, 3724, 3726, 3727, 3728, 3729, 3730, 3731, 3733, 3734, 3735, 3737 |
| 2  | Miskolc, Szondi György utca                       | 2.0 km  | 1, 1G, 3A, 7, 8, 12G, 14G, 20, 21, 21G, 30, 31, 32, 34G, 35, 35G, 101B, 900, 901, 935, Auchan 1 3706, 3710, 3712, 3715, 3716, 3717, 3718, 3719, 3720, 3721, 3722, 3723, 3724, 3726, 3727, 3728, 3729, 3730, 3731, 3733, 3734, 3735, 3737 |
| 3  | Miskolc, Fonoda utca                              | 2.3 km  | 7 3706, 3710, 3712, 3715, 3716, 3717, 3718, 3719, 3720, 3721, 3722, 3723, 3724, 3726, 3727, 3728, 3729, 3730, 3731, 3733, 3734, 3735, 3737 |
| 4  | Miskolc, Metro áruház                             | 3.3 km  | 7 3706, 3710, 3712, 3715, 3716, 3717, 3718, 3719, 3720, 3721, 3722, 3723, 3724, 3726, 3727, 3728, 3729, 3730, 3731, 3733, 3734, 3735, 3737 |
| 5  | Miskolc, Auchan áruház                            | 3.8 km  | 7, Auchan 1 3706, 3710, 3712, 3715, 3716, 3717, 3718, 3719, 3720, 3721, 3722, 3723, 3724, 3726, 3727, 3728, 3729, 3730, 3731, 3733, 3734, 3735, 3737 |
| 6  | Felsőzsolca, Szent István utca                    | 4.9 km  | 3706, 3724, 3726, 3733, 3734, 3735, 3737 |
| 7  | Felsőzsolca, városháza                            | 5.7 km  | 3733, 3734, 3735, 3737 |
| 8  | Felsőzsolca, Rózsa utca                           | 6.5 km  | 3733, 3734, 3735, 3737 |
| 9  | Felsőzsolca, Mezőgép                              | 7.6 km  | 3733, 3734, 3735, 3737 |
| 10 | Felsőzsolca vasútállomás, bejárati út             | 8.4 km  | 3733, 3734, 3735, 3737 |
| 11 | Alsózsolca, Kassai utca                           | 9.0 km  | 3733, 3734, 3735, 3737 |
| 12 | Alsózsolca, Deák Ferenc utca                      | 9.7 km  | 3733 |
| 13 | Alsózsolca, Zrínyi utca                           | 10.3 km | 3733 |
| 14 | Alsózsolca, Jókai utca                            | 10.8 km | 3733 |
| 15 | Alsózsolca, Arany János utca                      | 11.7 km | 3733, 3734, 3735, 3737 |
| 16 | Alsózsolca, autóbusz-forduló vonalközi végállomás | 12.2 km | 3733, 3734, 3735, 3737 |
| 17 | Betonelőregyártó üzem bejárati út                 | 13.3 km | 3733, 3734, 3735, 3737 |
| 18 | Sajólád, Dózsa György utca 6.                     | 13.9 km | 3733, 3734, 3735, 3737 |
| 19 | Sajólád, iskola                                   | 14.5 km | 3733, 3734, 3735, 3737, 3752, 3971 |
| 20 | Sajólád, temető vonalközi végállomás              | 15.2 km | 3734, 3735, 3737, 3752, 3971 |
| 21 | Sajópetri, Dózsa György utca 8.                   | 16.1 km | 3735, 3737, 3752, 3971 |
| 22 | Sajópetri, községháza                             | 16.8 km | 3735, 3737, 3738, 3752, 3971 |
| 23 | Sajópetri, autóbusz-forduló                       | 17.6 km | 3735, 3737, 3738, 3752, 3971 |
| 24 | Sajópetri, községháza                             | 18.4 km | 3735, 3737, 3738, 3752, 3971 |
| 25 | Sajópetri, Dózsa György utca 8.                   | 19.1 km | 3735, 3737, 3752, 3971 |
| 26 | Ónod, híd                                         | 22.1 km | 3734, 3735, 3737, 3752, 3971 |
| 27 | Ónod, autóbusz-váróterem végállomás               | 23.0 km | 3734, 3735, 3737, 3739, 3744, 3752, 3971 |